# Hersenkronkelmorielje
De hersenkronkelmorielje (Morchella vulgaris) is een schimmel behorend tot de familie Morchellaceae. Het substraat waar de schimmel op groeit is bijna uitsluitend kalkrijk, doorgaans met weinig ondergroei en zelden op klei. Het komt voornamelijk voor bij es, maar er zijn ook meldingen bekend bij meidoorns en eiken. De soort dankt zijn naam aan de vorm van de hoed, die erg lijkt op hoe hersenen eruitzien.

## Kenmerken
Hoed
De hoed is afgestompt driehoekig, eivormig en zelden rondachtig. De hoed heeft grillig gevormde holtes die in elkaar over lijken te lopen. Op de randen van de ribben vormen zich vaak korstjes, die gemakkelijk afgeveegd kunnen worden. De kleur is grijs en later wordt de hoed grijsbruin en uiteindelijk (oranje)geel door sporulatie. De hoed is met een zwak bochtje aangehecht aan de steel.
Steel
De steel is vuilwit tot geelwit, geel, soms met oranje gloed. De vorm is kort, vrij conisch. De basis is verdikt en regelmatig sterk gegroefd/geplooid.  Op beschadigde plekken kleurt de steel oranje(rood), maar na een aantal uren vervaagd dit weer.
Geur
Sterke geur

## Verspreiding
In Nederland komt de hersenkronkelmorielje vrij zeldzaam voor. De foto's hiernaast geven de gewone morielje weer, op de website van de Soortenacademie staat een foto van de hersenkronkelmorielje. De soort komt waarschijnlijk al veel langere tijd in Nederland voor, maar werd altijd geschaard onder de gewone morieljes. DNA-onderzoek heeft aangetoond dat het wel degelijk om een aparte soort gaat. De soort staat op de rode lijst in de categorie "kwetsbaar".